# Lothar Bauerfeld
Lothar Bauerfeld (* 30. Oktober 1924; † 4. Mai 2014) war ein deutscher Schauspieler.
Der vorrangig im Theaterfach spielende Bauerfeld gehörte seit 1968 zum Ensemble des Gerhart-Hauptmann-Theaters Zittau und war dessen dienstältester Schauspieler. Seine Frau Gisela Findeisen wirkte ebenfalls als Schauspielerin in Zittau.
Anlässlich seines 80. Geburtstages wurde er mit einer Premiere geehrt. In der Komödie Bügeln von Peter Heusch spielte Bauerfeld neben Sabine Krug die Hauptrolle. Dies war sein letzter Auftritt als Schauspieler. Fortan lebte er den Ruhestand.
Lothar Bauerfeld lebte in Olbersdorf. Er wurde auf dem Golgatha-Gnaden- und Johannes-Evangelist-Friedhof in Berlin-Reinickendorf bestattet.

## Filmografie
- 1967: Fahne von Kriwoj Rog
- 1980: Gevatter Tod
- 1985: Hilde, das Dienstmädchen
- 1987: Sachsens Glanz und Preußens Gloria – Aus dem siebenjährigen Krieg